# Skjåk
Skjåk é uma comuna da Noruega, com 2 079 km² de área e 2 393 habitantes (censo de 2004).         